# أوبن أوفيس.أورج ماث
أوبن أوفيس.أورج ماث (بالإنجليزية: OpenOffice.org Math)‏ هو أداة لصنع وتحرير الصيغ والمعادلات الرياضية، وهو مماثل لمايكروسوفت إيكويشن إيدتور Microsoft Equation Editor وجزء من الحزمة المكتبية أوبن أوفيس.أورج. الصيغ الناتجة من الممكن تضمينها داخل مستندات أوبن أوفيس.أورج الأخرى، من الممكن أيضاً التصدير إلى صيغة ملفات PDF بالإضافة إلى دعمه للعديد من الخطوط.
ماث برنامج مجاني تحت رخصة جنو العمومية الصغرى.